# Рада співробітництва арабських держав Перської затоки

Прапор РСАДПЗ

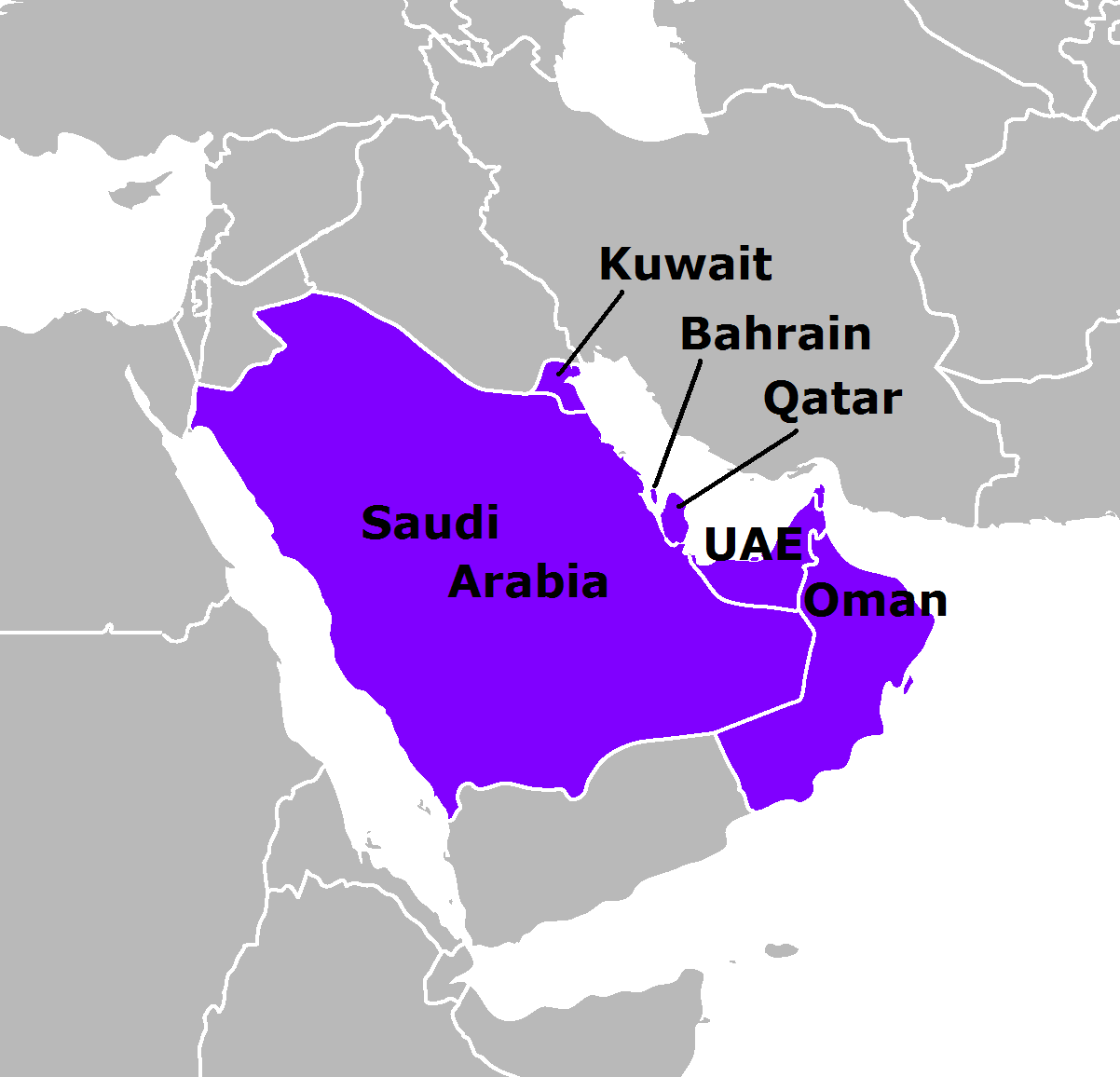
Держави-члени РСАДПЗ

Рада співробітництва арабських держав Перської затоки (РСАДПЗ) (англ. Cooperation Council for the Arab States of the Gulf; араб. مجلس التعاون لدول الخليج العربي) — регіональна закрита міжнародна організація. У офіційній назві організації слово Перська відсутня, оскільки арабські держави воліють називати цю затоку Арабською.
Організація створена 25 травня 1981, її політика визначена в Хартії, яка ратифікована в 1982 році. Основна мета організації — координація, співпраця та інтеграція у всіх економічних, соціальних і культурних справах. Відносне регулювання було здійснено в економічних і фінансових питаннях; комерції, митниці і комунікаціях; освіті та культурі; соціальні проблеми й проблеми охорони здоров'я; ЗМІ та туризмі; в законодавчих і адміністративних питаннях. Угода також має стимулювати науковий і технологічний прогрес у промисловості, сільському господарстві та збереження водних ресурсів. За умовами Об'єднаного економічного угоди, тарифні бар'єри між шістьма державами були скасовані, і народи Затоки вільні у відкритті провадження та здійсненні контрактів в будь-якій державі на рівних правах. Крім того, в планах є створення об'єднаних сил оборони для швидкого розгортання. Органи Ради співробітництва держав Перської затоки включають в себе Верховну рада глав держав, які зустрічаються щороку, Ради міністрів, яка засідає раз на три місяці. Генеральний секретаріат знаходиться в Ер-Ріяді, Саудівська Аравія.
6 березня 2012 шість членів РСАДПЗ заявили, що Рада співробітництва країн Затоки буде розвиватися від регіонального блоку в конфедерацію.

## Країни-учасники
У РСАДПЗ входять:
- Бахрейн
- Катар
- Кувейт
- ОАЕ
- Оман
- Саудівська Аравія

Переговори про вступ до РСАДПЗ з 2005 веде Ємен. З арабських держав Перської затоки не є членом РСАДПЗ Ірак. Також до участі в організації запрошені Йорданія і Марокко.